# Granica francusko-luksemburska
Granica francusko-luksemburska – granica międzypaństwowa między Francją i Luksemburgiem, ciągnąca się na długości 73 kilometrów.
Granica rozpoczyna swój bieg od styku granic Francji, Niemiec i Luksemburga nad Mozelą w pobliżu Schengen, następnie biegnie łukiem w kierunku północno-zachodnim, dochodząc na południe (od pozostających w granicach Luksemburga) miast Dudelange, Esch-sur-Alzette. Następnie łagodnym łukiem dochodzi do styku granic Francji, Belgii i Luksemburga w okolicach Rodange.
Granica powstała w 1839 roku, potwierdzona układami międzynarodowymi w 1867 roku. Istniała do 1871 roku (zajęcie przez Cesarstwo Niemieckie Lotaryngii), przywrócona została traktatem wersalskim w 1919 roku.